# Storbladsbryum
Storbladsbryum (Bryum schleicheri) är en bladmossart som beskrevs av Schwaegrichen 1816. Storbladsbryum ingår i släktet bryummossor, och familjen Bryaceae. Arten har ej påträffats i Sverige. Inga underarter finns listade i Catalogue of Life.

## Bildgalleri

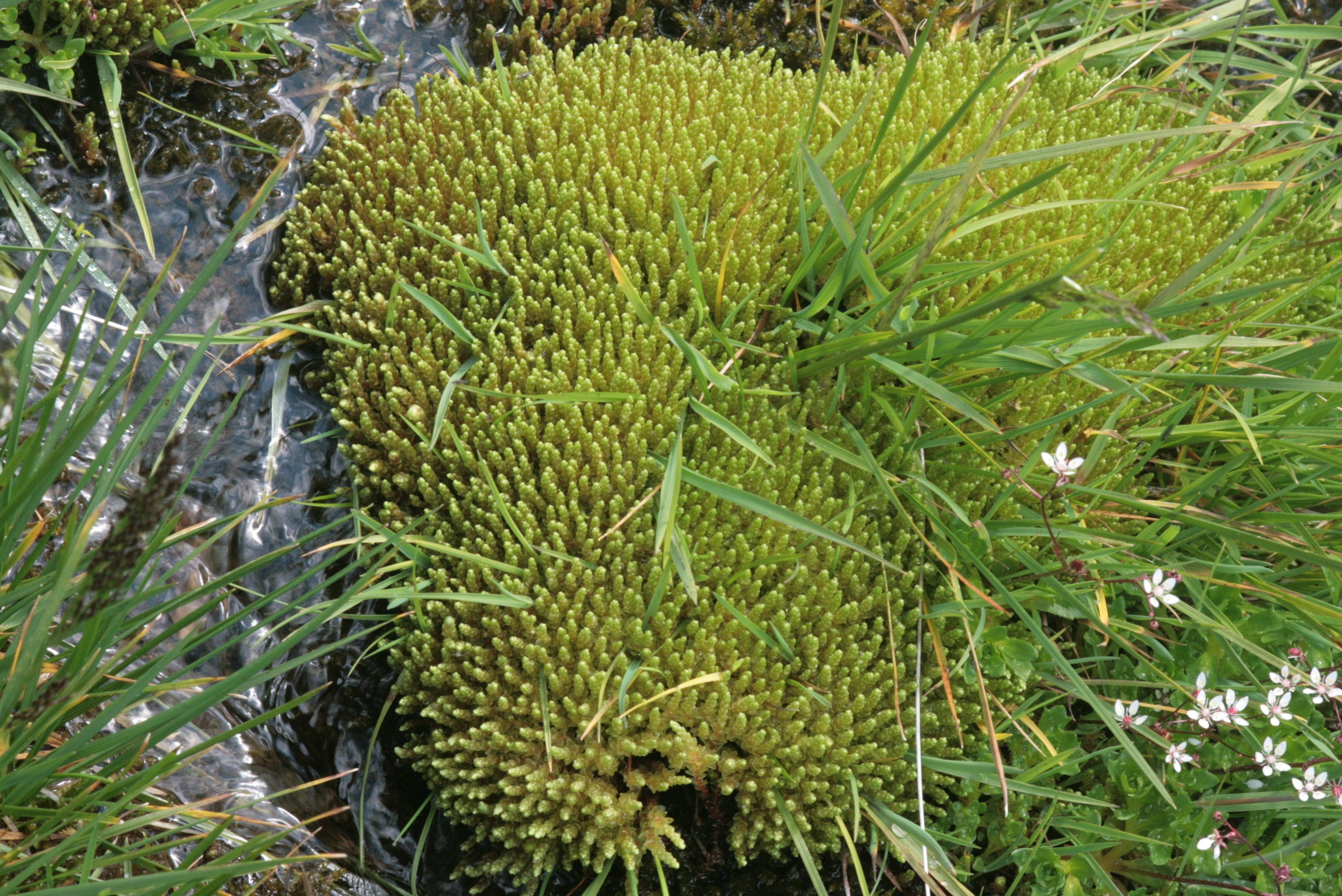
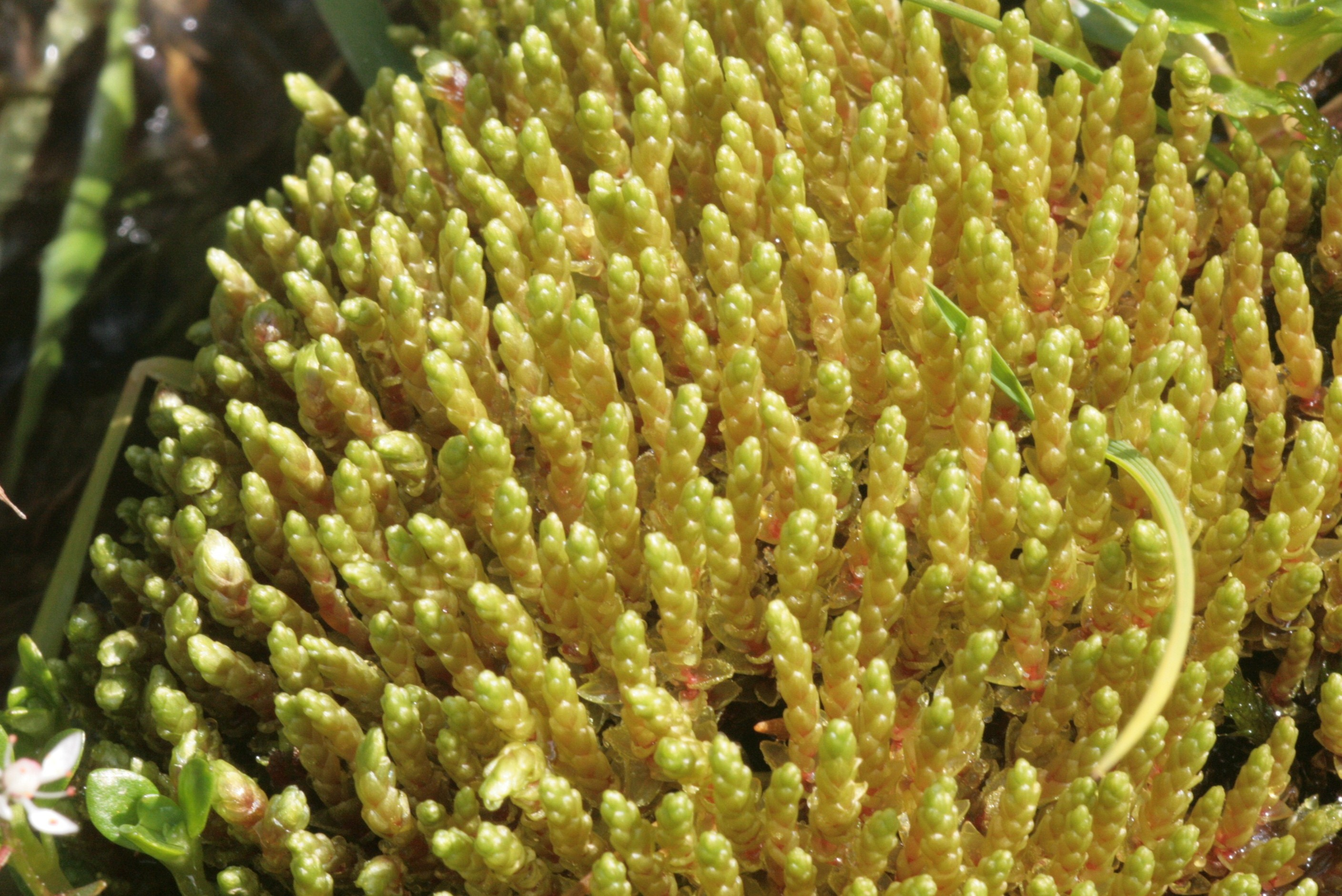
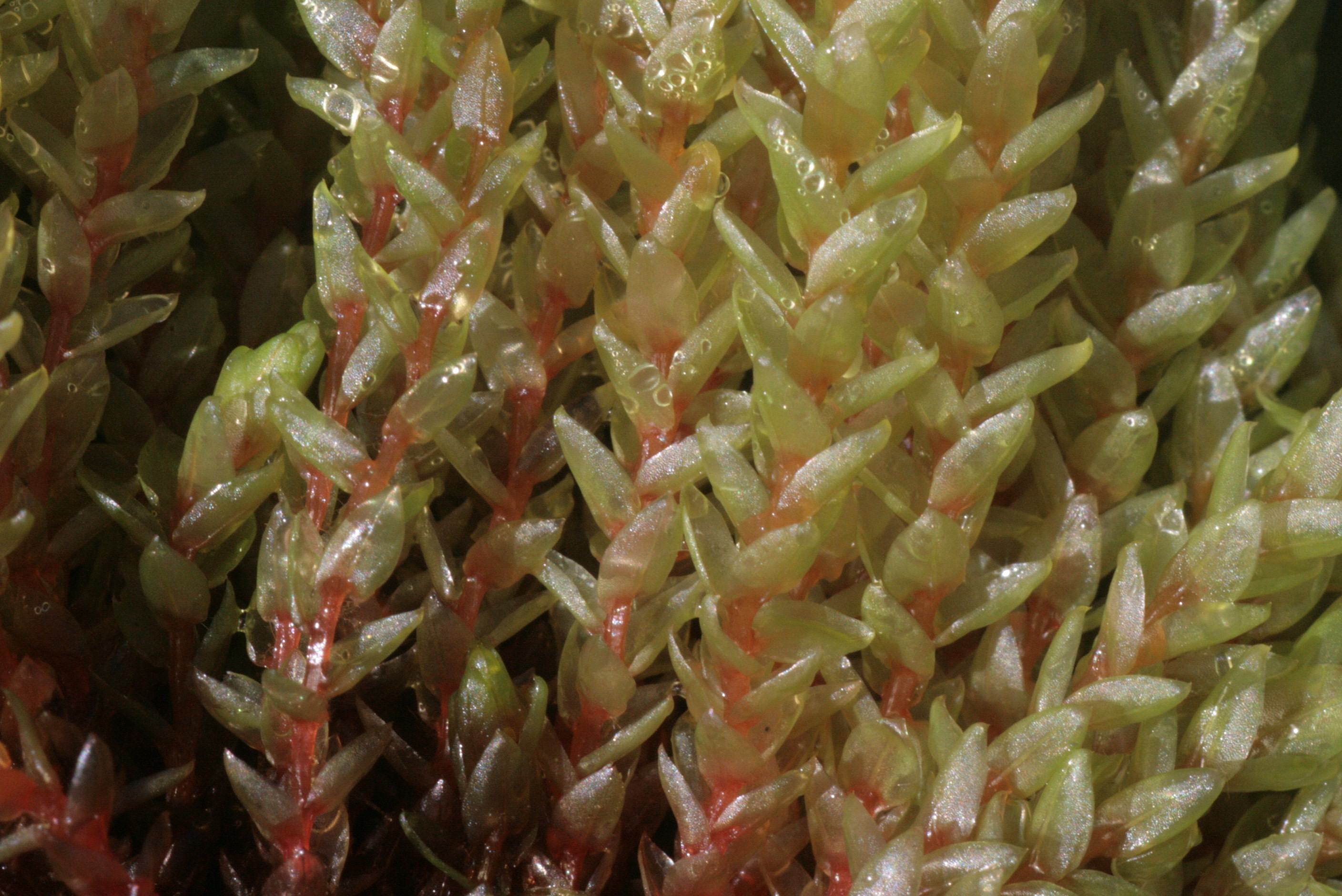
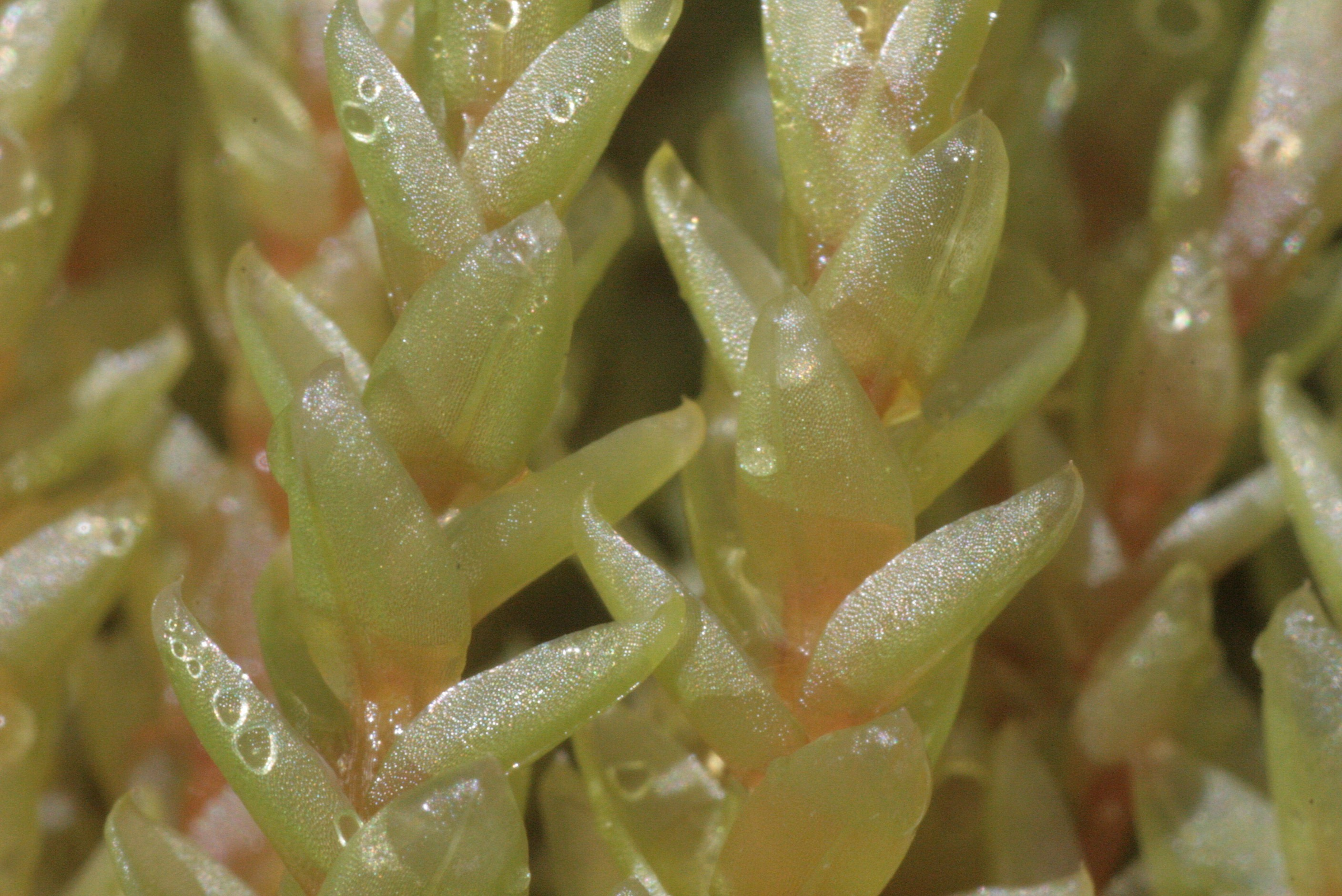
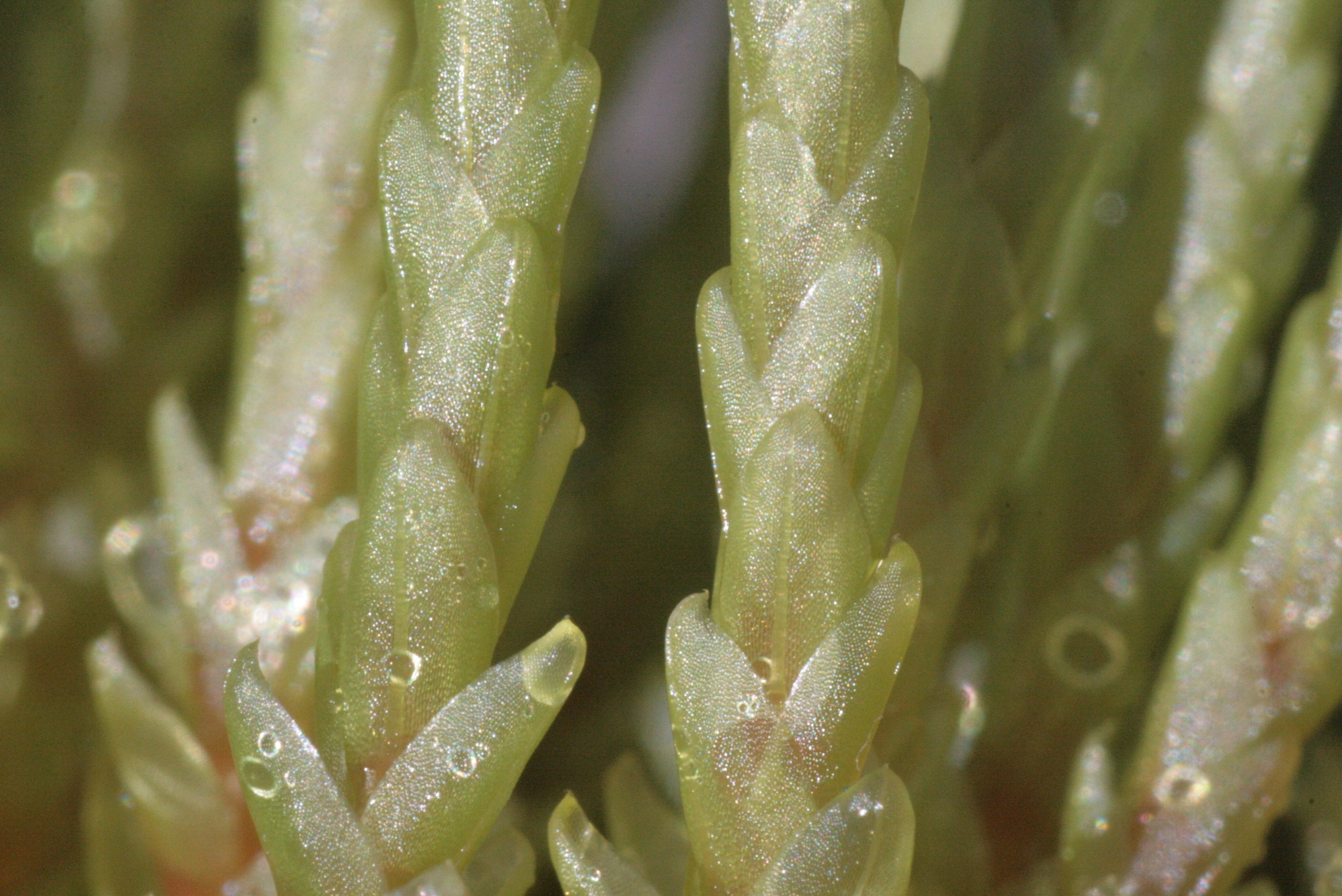